# Хожениці (Сілезьке воєводство)
Хожениці (пол. Chorzenice) — село в Польщі, у гміні Кломниці Ченстоховського повіту Сілезького воєводства.
Населення — 549 осіб (2011).
У 1975—1998 роках село належало до Ченстоховського воєводства.

## Демографія
Демографічна структура станом на 31 березня 2011 року:
|          | Загалом | Допрацездатний вік | Працездатний вік | Постпрацездатний вік |
| -------- | ------- | ------------------ | ---------------- | -------------------- |
| Чоловіки | 266     | 53                 | 186              | 27                   |
| Жінки    | 283     | 75                 | 149              | 59                   |
| Разом    | 549     | 128                | 335              | 86                   |